# 제니퍼 허드슨
제니퍼 케이트 허드슨(Jennifer Kate Hudson, 1981년 9월 12일 ~ )은 미국의 가수, 배우이다.

## 음반 목록
- 2008년 《Jennifer Hudson》
- 2009년 《If This Isn`t Love》
- 2014년 《JHUD》

## 영상 목록

### 영화
- 2001년: 《Big river》
- 2006년: 《드림걸스》 (Dreamgirls) - 에피 화이트 역
- 2008년: 《벌들의 비밀 생활》 (The secret life of bees)
- 2008년: 《윙드 크리처스》 (Winged Creatures)
- 2008년: 《섹스 앤 더 시티》 (Sex and the city)
- 2016년: 《씽》 (Sing)
- 2019년: 《캣츠》 (Cats) - 그리자벨라 역
- 2021년: 《리스펙트》 (Respect)

### 텔레비전
- 2007-08년: Up Close With Carrie Keagan - 초대손님

## 수상 내역
- 2006년 제71회 뉴욕 비평가 협회상 여우조연상
- 2007년 제64회 골든글로브 시상식 여우조연상
- 2007년 제60회 영국 아카데미 시상식 여우조연상
- 2007년 제79회 미국 아카데미 시상식 여우조연상
- 2009년 제51회 그래미 어워드 최우수 R&B 앨범상
- 2009년 제40회 전미유색인지위향상협회 이미지대상 신인 아티스트상

## 가족 사항
2008년 10월 허드슨의 어머니 다넬과, 오빠 제이슨, 조카 줄리안이 차량 안에서 각각 총상을 입고 숨진 채 발견되면서 충격을 주었다. 가장 유력한 용의자로 형부 윌리엄 발포어가 체포되었다. 후에 허드슨은 잠적을 하였으나 3개월만에 슈퍼볼 무대에서 재기에 성공하였다. 지난 8월에는 남편 데이비드 오턴가와의 사이에서 아들 대니얼 오턴가 주니어를 낳았다.